# ジュルナルクボッチのファッショントークサロン
『ジュルナルクボッチのファッショントークサロン』は、SMART USENで無料配信されているファッション＆ビジネストーク番組である。2017年8月10日に配信が始まった。

## 概要
ファッションビジネス業界のメディア「ジュルナル・クボッチ」の編集長で杉野服飾大学特任准教授の久保雅裕と、フリーアナウンサーでマナー講師の石田紗英子がファッション業界のキーパーソンをゲストに迎えるトーク番組。

## 放送時間
24時間配信（毎月第2金曜更新）

## 出演者
- 久保雅裕（MC）
- 石田紗英子（アシスタント）

## ゲスト
- 2017年8月10日 設楽洋（株式会社ビームス 代表取締役社長）[3]
- 2017年9月8日 三原康裕（シューズデザイナー）[4]
- 2017年10月13日鈴木晴生（株式会社シップス メンズクリエイティブアドバイザー）[5]
- 2017年11月10日森永邦彦（ANREALAGE ファッションデザイナー）[6]
- 2017年12月8日近藤広幸（マッシュホールディングス 代表取締役社長）[7]
- 2018年1月12日青野賢一（株式会社ビームス創造研究所）[8]
- 2018年2月9日佐々木康裕（株式会社ビヨンドワークス 代表取締役社長）[9]
- 2018年3月9日中山路子（ミュベール デザイナー）[10]
- 2018年4月13日中村貞裕（株式会社トランジットジェネラルオフィス 代表取締役社長）[11]
- 2018年5月15日久保嘉男（ヨシオクボ デザイナー）[12]
- 2018年6月8日村松孝尚（アッシュ・ペー・フランス 代表取締役社長）[13]
- 2018年7月13日岩谷俊和（ドレスキャンプ デザイナー）[14]
- 2018年8月10日古峯正佳（ベイクルーズ 上席取締役副社長）[15]
- 2018年9月7日小野瀬慶子（株式会社YOUR SANCTUARY 代表取締役社長）[16]
- 2018年10月12日原清浩（アバハウスインターナショナル 取締役）[17]
- 2018年11月9日、12月14日佐々木進（株式会社ジュン 代表取締役）、小木“poggy”基史（株式会社ユナイテッドアローズ ディレクター）[18][19]
- 2019年1月11日宮田理江（ファッションジャーナリスト）[20]
- 2019年2月8日 中箸充男（バーニーズ ニューヨーク メンズファッションディレクター）[21]
- 2019年3月8日 丸山敬太（KEITA MARUYAMA デザイナー）[22]
- 2019年4月12日 濱田博人（ナノ・ユニバース 代表取締役社長）[23]
- 2019年5月10日 南貴之（株式会社アルファ代表＆クリエイティブディレクター）[24]
- 2019年6月7日 鹿島研（株式会社デイトナ・インターナショナル 代表取締役社長）[25]
- 2019年7月12日 栗野宏文（株式会社ユナイテッドアローズ 上級顧問）[26]